# 苏尔尼亚
苏尔尼亚（法語：Sournia，法語發音：[suʁnja] ⓘ）是法国东比利牛斯省的一个市镇，位于该省北部，属于普拉德区。

## 地理
苏尔尼亚（42°43'40"N, 2°26'32"E）面积29.99 平方千米，位于法国奧克西塔尼大區东比利牛斯省，该省份为法国大陆部分最南部的省份，涵盖了北加泰罗尼亚，北起奥德省，西接阿列日省和安道尔，南与西班牙接壤，东临地中海。
与苏尔尼亚接壤的市镇（或旧市镇、城区）包括：勒维维耶、普拉茨德苏尔尼亚、特雷维亚克、康普西、莫塞特、莫利特莱班、埃乌斯、拉布耶。
苏尔尼亚的时区为UTC+01:00、UTC+02:00（夏令时）。

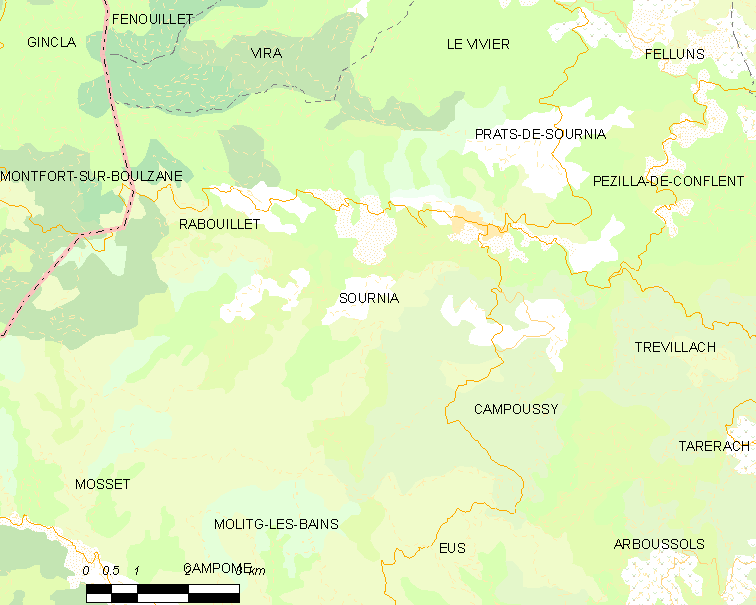
苏尔尼亚的OSM定位图

## 行政
苏尔尼亚的邮政编码为66730，INSEE市镇编码为66198。

## 政治
苏尔尼亚所属的省级选区为阿格利河谷县。

## 人口

1962-2008年间苏尔尼亚人口变化图示

苏尔尼亚于2022年1月1日时的人口数量为480人。